# Australobolbus fenestratus
Australobolbus fenestratus är en skalbaggsart som beskrevs av Blackburn 1888. Australobolbus fenestratus ingår i släktet Australobolbus och familjen Bolboceratidae. Inga underarter finns listade.